# بيتر فيليبس
بيتر فيليبس (بالإنجليزية: Peter Phillips)‏ (و. 1977  م) هو سياسي بريطاني، ولد في مستشفى سانت ماري. هو الابن الأكبر للأميرة آن والسابع عشر في خط الخلافة على العرش البريطاني.

## التعليم
تعلم في جامعة إكستر.

## وصلات خارجية
- بيتر فيليبس على موقع IMDb (الإنجليزية)
- بيتر فيليبس على موقع قاعدة بيانات الفيلم (الإنجليزية)

- بيتر فيليبس في قاعدة بيانات الأفلام على الإنترنت